# Desporto feminino

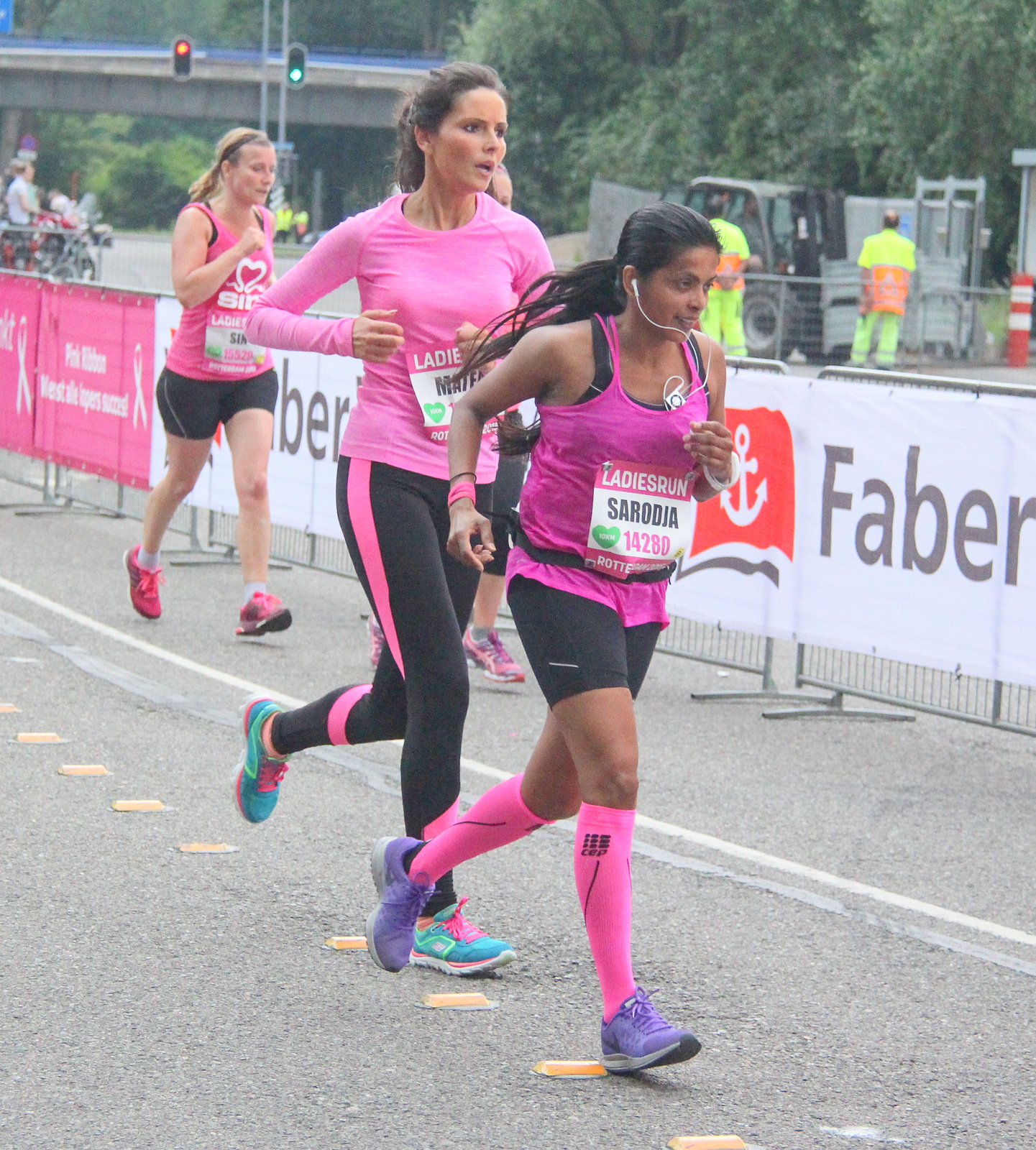
Mulheres competindo durante uma corrida.

O esporte feminino(pt-BR) ou desporto feminino(pt-PT?) é um termo que descreve o desportos e as competições/ligas onde os desportistas/competidores são exclusivamente mulheres. Apesar de competirem desde a antiguidade, a participação feminina só aumentou a partir do século XX, impulsionada pela ideologia higienista de fertilidade.

## Progressão histórica
Apesar das mulheres competirem desde a antiguidade, a participação feminina nos desportos só aumentou a partir da metade do século XX. Pois uma das principais preocupações na década de 1930 (a sociedade patriarcal) era baseada na crença de que as mulheres não deveriam desperdiçar sua energia em outras atividades, reservando-a estritamente para o papel da reprodução e da maternidade. Também eram chamadas de "sexo frágil", assim conforme a sociedade incapazes de competir, pois consideravam o desporto/esporte uma atividade muito violenta. Um período em que os moralistas discursavam que as roupas curtas das competidoras levariam os homens à perversão. Resultando em que a participação das mulheres em atividades físicas e desportivas não era encorajada e, na maioria das vezes, era proibida fora do âmbito privado. Assim observável que as manifestações de sexismo no mundo desportivo refletem as divisões de gênero presentes na nossa sociedade de maneira dualista.
Em um determinado momento da história, ocorreu uma exclusão das mulheres da participação em desportos e atividades físicas em geral, baseada em diversos argumentos, incluindo a ideia, como na Grécia Antiga, de que isso as tornaria mais masculinas, bem como a alegação de que não possuíam as capacidades físicas e fisiológicas necessárias para tal.
No entanto, a mulher iniciou a prática nos esportes para melhorar a sua saúde, para ficar mais apta e fértil, pensamento marcante pela ideologia higienista do final do século XIX. O estímulo da participação da mulher nas atividades esportivas ocorreu então, quando o Estado buscava a meta de criar uma população saudável, visando aperfeiçoar a qualidade da raça, melhorar o estado de saúde da população e promover os valores morais da família nacional, com a mulher sendo identificada como o principal agente responsável por desempenhar esse papel.

### Participação nas olimpíadas
Certas mulheres desempenharam um papel crucial na promoção da participação feminina em competições desportivas, especialmente nos Jogos Olímpicos. Uma das personalidades mais destacadas nesse esforço foi da francesa Alice Milliat, que por meio da Federação Esportiva Feminina Internacional, fez reivindicações junto ao Comitê Olímpico Internacional (COI), com foco principal na inclusão efetiva das mulheres nas competições de atletismo e outras modalidades nos Jogos Olímpicos. Sendo em 1900 a primeira participação oficial da mulher no esporte profissional, nos Jogos Olímpicos de Paris.
Até 1912 a participação feminina nas olimpíadas dependia da análise da comissão organizadora do país que sediava a competição naquele momento. Então o Comitê Olímpico Internacional mudou o pensamento, e a partir de 1928 as mulheres entraram oficialmente nas olimpíadas. Mas em 1922, ja havia ocorrido a primeira edição dos Jogos Olímpicos Femininos, formado por treze modalidades do ramo do atletismo, com a participação de cinco países: França, Estados Unidos, Grã-Bretanha, antiga Tchecoslováquia e, Suíça.

## Atualmente no futebol
Com a criação do campeonato mundial de futebol feminino da Federação Internacional de Futebol (FIFA), o futebol feminino ganhou uma maior atenção mundial. Mas apesar desse tipo de progresso, continua a existir desafios no esporte feminino em termos de: igualdade de remuneração, visibilidade e, formação.
Conforme Ligia Nobrega, analista do Instituto Europeu para a Igualdade de Género (EIGE): a comissão europeia de desporto acompanha a situação, que em 2018 solicitou ao instituto a realização pesquisa sobre a igualdade de gênero no esporte, para verificar se os Estados-Membros da União Europeia aplicam a política de quotas de 2022. De acordo com esta política, até 2026 pelo menos 40% das "vagas não executivas" nos "conselhos administrativos" devem ser ocupados por mulheres; e pelo menos 33% das "vagas executivas e não executivas" também (mulheres presidentes, dirigentes de confederações desportivas europeias, membros).
O processo histórico de inclusão das mulheres nas Olimpíadas foi caracterizado por uma luta intensa, que deu origem a momentos marcantes de busca por igualdade de direitos. Esse movimento naturalmente levou à ascensão de notáveis líderes, que deixaram uma marca indelével não apenas nos Jogos Olímpicos, mas também na história da atividade física, dos esportes e na história da luta feminina nos séculos XIX e XX. 
No entanto, vale ressaltar que a luta pela igualdade de oportunidades para as mulheres não se limita apenas ao futebol. Ao longo da história, é possível observar que a participação das mulheres no mundo desportivo tem ocorrido de maneira desigual, com conquistas sendo alcançadas em diversas modalidades esportivas, mas frequentemente enfrentando numerosos obstáculos ao longo do caminho. 

## No Brasil
As crenças conservadoras discursavam que o cansaço e a competição, devido à prática esportiva, eram contrários à natureza feminina, que deveria permanecer em casa exercendo a maternidade. Seguindo este pensamento, no âmbito da prática corporal prevaleceu de 1941 a 1975 no Brasil o Decreto-Lei 3 199 que estabelecia: "às mulheres não se permitirá a prática de desportos incompatíveis com as condições de sua natureza".
Na década de 1920/1930 apareceram as primeiras esportistas nacionais, como, por exemplo, a nadadora Maria Lenk, que foi a primeira a destacar-se e, nos Jogos Olímpicos de Los Angeles em 1932, foi a primeira a representar o Brasil em competição olímpica. Além de esportista, foi professora de Educação Física e articuladora na organização de esportes no Brasil.
No Brasil a participação da mulher no esporte aumentou muito nas últimas décadas, porém não são iguais às condições de acesso das mulheres, comparado aos homens, nas práticas corporais e esportivas (esporte de rendimento, educação física escolar, visibilidade na mídia, valores das premiações das competições). Assim, ao longo da história do Brasil ainda são diferentes as ações conferidas às mulheres e aos homens, como: incentivos, visibilidades, gestão e, relações de poder.
No contexto brasileiro, embora tal processo não tenha sido tão pronunciado quanto em algumas partes do mundo, seguimos um padrão semelhante de enfrentar preconceitos e conquistar direitos. Também produzimos ícones significativos na luta das mulheres pelo direito à prática esportiva e por uma vida mais igualitária. 